# Challamisz
Challamisz (hebr.: חלמיש) – wieś położona w samorządzie regionu Matte Binjamin, w Dystrykcie Judei i Samarii, w Izraelu.
Leży w zachodniej części Samarii, w otoczeniu terytoriów Autonomii Palestyńskiej.

## Historia
Osada została założona w 1977 przez grupę żydowskich osadników.